# Großherzogtum Würzburg
Das Großherzogtum Würzburg war ein souveräner Staat im Rheinbund, der von 1806 bis 1814 existierte. Anfangs hieß er noch bis September 1806 Kurfürstentum Würzburg.

## Geschichte

### Entstehung
Infolge des Lunéviller Friedens 1801 zwischen Frankreich und dem Heiligen Römischen Reich wurde auch das Hochstift Würzburg säkularisiert und durch den Reichsdeputationshauptschluss 1803 dem Kurfürstentum Bayern zugesprochen. Eine Ausnahme bildete lediglich eine Fläche von etwa 826 km², die anderen Fürsten als Entschädigung zugewiesen wurde. Knapp drei Jahre später trat Bayern im Frieden von Pressburg das Fürstentum Würzburg im Tausch gegen Tirol an den Habsburger Erzherzog Ferdinand von Österreich-Toskana, den ehemaligen Großherzog von Toskana, ab. Dieser übertrug das ihm 1803 zur Entschädigung überlassene Kurfürstentum Salzburg an das Kaisertum Österreich. Daraufhin wurde Würzburg am 26. Dezember 1805 zum Kurfürstentum erhoben.
Am 30. September 1806 trat Kurfürst Ferdinand dem Rheinbund bei. Weil die Mitglieder des Rheinbundes vertraglich gehalten waren, alle Würden in Bezug auf die bisherige Zugehörigkeit zum Heiligen Römischen Reich abzulegen (Art. III der Rheinbundakte), durfte er sich nicht mehr „Kurfürst“ nennen und nahm deshalb den Titel Großherzog an. Aus dem Kurfürstentum Würzburg wurde so das Großherzogtum Würzburg.

### Staatsgliederung
Die Verwaltungsorganisation des Großherzogtums Würzburg (anfangs noch Kurfürstentum Würzburg) in Landgerichte entsprach weitgehend der aus Pfalz-Bayern übernommenen.
Für die genauere Verwaltungsorganisation des Großherzogtums siehe Verwaltungsorganisation des Großherzogtums Würzburg. Für den Hausorden des Großherzogtums siehe St. Josephs-Orden.
Das Großherzogtum Würzburg war ein souveräner Staat im Rheinbund, dies erfordert die Aufstellung landeseigener Truppen als Großherzoglich-würzburgische Armee.

### Ende und Auflösung
Mit der Auflösung des Rheinbundes 1814 und dem Pariser Frieden vom 30. Mai 1814 endete auch die Existenz des Großherzogtums Würzburg. Durch Beschluss des Wiener Kongresses erhielt der Großherzog seinen Erbstaat, das Großherzogtum Toskana, zurück; das Großherzogtum Würzburg aber fiel am 28. Juni 1814 größtenteils an Bayern. Dessen Territorium ging auf im Untermainkreis (heute Regierungsbezirk Unterfranken).